# SCM持株会社
SCM持株会社（エスシーエムもちかぶがいしゃ、ウクライナ語: Систем Кепітал Менеджмент＝システム・ケピタル・マネジメントまたはエスカーエム、英語: SCM Holdings）は、2000年にウクライナ東部のドネツィクで設立され、2014年からは首都キーウに本社を置く、同国の大手金融業および製造業の持株会社である。この会社の株式はリナト・アフメトフが100％所有している。2011年、このグループの収益は約195億ドル、資産は284億ドルを超えた。

## 配下の企業
SCM持株会社には、金属関係と鉱業、発電、銀行と保険、電気通信、マスメディア、不動産、およびその他の分野で100を超える企業が含まれ、総従業員数は約20万人になる。

## ロシアのウクライナ侵攻に際して
「2022年ロシアのウクライナ侵攻」に際しては、リナト・アフメトフ所有のウクライナ開発基金（Foundation for Development of Ukraine）、グループの各企業、FCシャフタール・ドネツクなどが、ウクライナのために多量の寄付、援助をおこなってきた。

## 参照項目
- ウクライナの経済 (Economy of Ukraine)